# William Maxwell
William Maxwell, pátý hrabě z Nithsdale (1676 – 2. března 1744 Řím) byl skotský šlechtic, který se účastnil  jakobitského povstání na podporu Jakuba Františka Stuarta.
Byl chycen, odsouzen k smrti a uvězněn v londýnském Toweru. Za pomoci své manželky ale uprchl – navštívila ho v Toweru a převlékla ho za svou služebnou. Společně pak dožili v Římě.